# 荻野目洋子
荻野目 洋子（おぎのめ ようこ、1968年〈昭和43年〉12月10日 - ）は、日本の歌手、女優。本名:辻野 洋子（つじの ようこ、旧姓:荻野目）。愛称は「荻野目ちゃん」。姉に女優の荻野目慶子（4人兄弟の次女）を持つ。

## 概要

### 人物
千葉県出身。堀越高等学校卒業。血液型はB型。
アイドル歌手として1980年代中盤頃よりユーロビート調の楽曲を歌い、1986年（昭和61年）から1989年（平成元年）まで、「日本レコード大賞」の金賞を4年連続で受賞。また『NHK紅白歌合戦』に計5回の出場歴がある。
原水爆禁止世界大会の賛同者である。
姉2人、兄1人、の4人兄弟の末っ子。次姉は女優の荻野目慶子。夫であるプロテニス選手、辻野隆三との間に3女あり。

### 私生活
2001年（平成13年）、高校時代の同級生でもある前述の辻野と結婚し、翌年2002年に長女を出産した。その後2004年（平成16年）には次女を出産、2006年（平成18年）には三女を出産。結婚後のしばらくは3児の育児に専念していた。子育てに対して荻野目は、荻野目家から伝えられた感性とモットーを強く持っているという。
2016年（平成28年）5月25日、舞台『桂由美物語』の公演終了後に、15年越しの結婚式を人前式で行った。
2019年（平成31年）1月3日、夫の辻野がTBSテレビ「消えた天才新春スペシャル」で松岡修造が唯一敵わなかったテニス選手として紹介された際に、夫婦で共演。

## 来歴

### 生い立ち
父親はサラリーマンで、荻野目家は元々東京都内に家があった。父の転勤で姉の慶子は熊本県で生まれ、洋子の生誕までに荻野目家は都内に戻ったが、父親は職場が都内にありながら「子供は自然の中で育てる」という方針で千葉県に移り住み、洋子は千葉県柏市で生まれた。両親から「将来は海外へ飛び出して行くような子に育って欲しい」という願いを込められて、太平洋から洋子と名付けられた。洋子は一旦豊四季幼稚園に入園したが、かねてからの父親の方針により、埼玉県比企郡嵐山町に移り住み、洋子が小学校5年から、千葉県佐倉市に移る。中学校では卓球部に所属したが、仕事が忙しくなり断念。洋子と慶子が都内へ通うのが負担となったため、洋子の中学卒業と同時に一家で東京都内に引っ越した（兄は千葉県八千代市の高校に通っていたが中退、洋子のマネージャーとなった）。堀越高等学校の芸能コースで三年次に井森美幸や岩井小百合、武田久美子らと同じクラスだった。
劇団ひまわりのオーディションを受ける姉荻野目慶子について行き、そこで歌を歌わされて姉と共に合格、埼玉県の東武東上線武蔵嵐山駅が劇団から遠方であることや経済的理由で劇団には姉一人が通った。父と共に民謡を習っており、「完璧な発声」と言われた。
1977年（昭和52年）公開の映画『獄門島』に実姉・慶子が子役として出演、その撮影を見学に行ったところ、突如市川崑監督から「出てみない？」と言われて、回想シーンで映画出演した（横顔が数秒間映るのみで台詞が無いため、出演時間は短い。）。

### 小学生ユニット「ミルク」時代
1978年（昭和53年）小学4年生の頃、テレビ番組、『ちびっこ歌まねベストテン』（東京12チャンネル〈現：テレビ東京〉）に出演していたところをスカウトされて芸能界デビューした。小畑和美（ミミ）、荻野目洋子（ルミ）、大森絹子（クミ）による小学生女子3人のグループ、「ミルク」として、1979年（昭和54年）4月、楽曲 『ザ・あれから いちねん』（CBS・ソニー）でレコードデビューした。「ミルク」は翌1980年（昭和55年）8月、2枚目となるシングルレコード、『リトル・キッス』（ワーナーパイオニア）を発売したが、これを最後に「ミルク」は自然解散となり、彼女の小学生時代の芸能活動も、ここで一旦終了となる。

### アイドル歌手としてソロデビュー
その後、中学生時代にキティ・フィルム製作の映画『ションベン・ライダー』のオーディションを受けたのがきっかけで、1983年（昭和58年）中学2年生の頃にキティ・フィルム製作のフジテレビ系のアニメ『みゆき』のヒロイン若松みゆき役の声優に抜擢された。声優の仕事は、歌手としてのソロデビュー後もアニメ映画『バリバリ伝説』（1986年）のヒロイン伊藤歩惟役や、テレビ『ウゴウゴルーガ』のプラネットちゃんなどを務めた。なお、この1983年に姉・慶子や自身の芸能活動のこともあって一家で世田谷区に転居した。
『みゆき』終了後、高校1年生になったばかりの1984年（昭和59年）4月3日、「未来航海-Sailing-」でビクター音楽産業よりソロデビュー。その年の新人賞レースにも多数参戦した。同期歌手デビューには、岡田有希子、菊池桃子、吉川晃司、長山洋子、田中久美、渡辺桂子、宇沙美ゆかり、山本ゆかり、セイントフォー、少女隊、岡本舞子、倉沢淳美などがいる。その後もシングル・アルバムをリリースし、多くのテレビやイベントなどに出演した。
デビュー当初は大きなヒット曲には恵まれなかったが、デビュー2年目の1985年（昭和60年）11月21日に発売した7枚目のシングル「ダンシング・ヒーロー (Eat You Up)）」が初めてオリコンでトップ10入りし、彼女最大のヒット曲となった。また女優としても、『早春物語』（1986年、TBS）、『赤ちゃんに乾杯!』（1987年、同）などに出演した。さらに、アイドル・タレントとしてテレビのCMやバラエティー番組にも多く出演していた。「ダンシング・ヒーロー (Eat You Up)」の盆踊り版は1986年、名古屋市を発祥の地として愛知県、岐阜県をはじめとして、各地の盆踊りで採用されて、2018年には日本三大七夕まつりの一つ「一宮市七夕まつり」の七夕スペシャルミニライブに出演した。
歌手としては「ダンシング・ヒーロー」や「コーヒー・ルンバ」のようなユーロビート調の楽曲が知られるが、1988年（昭和63年）には、アメリカのブラック・コンテンポラリー界の重鎮ナラダ・マイケル・ウォルデンをプロデューサーに迎えてのアルバム『VERGE OF LOVE』を制作するなど、特定の音楽スタイルにとらわれない活動をしていた。1986年（昭和61年）から4年連続で日本レコード大賞の金賞を受賞、また『NHK紅白歌合戦』に5回出場し、二度の返り咲き出場を経験している。
1989年（平成元年）のフジテレビ『こまらせないで!』などでは、主演を務めて主題歌も歌った。NHKのドラマには、1990年（平成2年）の連続テレビ小説『凛凛と』、1993年（平成5年）のドラマ新銀河『トーキョー国盗り物語』、1995年（平成7年）のドラマ新銀河『名古屋お金物語』などがある。

### 育児専念
新婚生活と育児に専念していた時期を経て、2005年（平成17年）10月19日発売のインディーズ系コンピレーションアルバム『COVER LOVER vol.2 〜BOSSA de DISCO〜』にゲスト参加し（つのだ☆ひろ「メリー・ジェーン」をカバー）、歌手活動を再開。2006年（平成18年）2月22日に1980年代の洋楽ヒットソングをカバーしたアルバム『VOICE NOVA』を発売。三女の出産を経て、2009年11月25日リリースのカバーアルバム『Songs & Voice』収録までの4年間、全く仕事を休んでいた。
2010年（平成22年）4月には資生堂「IN&ON」のCMで、河合その子・伊藤つかさ・薬丸秀美（旧：石川秀美）と共演した。

### デビュー30周年、「バブリー・ダンス」で再ブレイク
2014年、2013年末より音楽番組などに頻繁に出演するようになり、TV番組で久々に披露された自身のヒット曲「ダンシング・ヒーロー」が番組出演直後に音楽配信サイトにて1位を記録し、月間ランキングでも1位を獲得した。2014年7月にはデビュー30周年を迎え本格的活動を開始することが発表された。そのデビュー30周年の始動第一弾と位置付けられたアルバム『ディア・ポップシンガー』に新曲を収録し、8月20日リリース。アルバムとしては約5年ぶり、オリジナルの新曲としては約15年ぶりの発表となる。尚このニューアルバムのジャケットはシンガポール在住の人気写真家レスリー・キーによる撮影である。レスリーが荻野目のファンということで実現したコラボ。また8年ぶりとなる単独ライブも決定し、10月16日にデビュー30周年記念ライブ「30th Anniversary LIVE ディア・ポップシンガー」が、赤坂BLITZで開催され（追加公演は10月29日）、このライブは2015年3月25日、『30th Anniversary LIVE ディア・ポップシンガー』としてBlu-ray Disc+DVDがリリースされた。
2017年、「ダンシング・ヒーロー (Eat You Up)」を取り入れた芸人・平野ノラのネタを元にした、大阪府立登美丘高等学校ダンス部が8月、第10回日本高校ダンス部選手権夏の公式全国大会のビッグクラスで準優勝し、そのYouTube動画が爆発的な再生数を記録し、「ダンシング・ヒーロー」がリバイバルヒット。急遽、全曲「ダンシング・ヒーロー (Eat You Up)」のバージョン＆リミックス収録の特別編集盤CDが12月発売された。11月12日、御堂筋ランウェイのメインステージのスペシャルステージで大阪府立登美丘高等学校ダンス部と共演、年末にかけてテレビ各局の音楽特番で引っ張りだことなる。第59回日本レコード大賞ではダンシング・ヒーローが、大阪府立登美丘高等学校と共に特別賞を受賞した。
これまでに数々の作品をリリースしているが、オリコンではアルバム2作品が週間チャート1位を獲得し、うち1作品が1987年の年間ランキングで1位を獲得している。
2025年6月、約40年間所属した株式会社ライジングプロダクションから独立を発表。今後は業務提携という形でライジングとは関係を保つ。

## エピソード
- 自身の運営しているホームページ（1999年 - 現在）でのファンメールに、限りはあるが一つ一つ全文を取り上げて、自身がきちんと答えていた。メールを投稿すると「メールは必ずお読みします。メッセージありがとうございました」などの文面も見られた。この際、「はじめまして」のファンメールは、ほぼ取り上げられて返事がついていた。
- 『別冊宝島』の調査によると、1980年代の年間ベスト50位以内ランクイン曲数4曲と当時の女性アイドル中8位であった[24]。
- 夫の辻野隆三とは堀越高校の同級生。荻野目は芸能コース、辻野は体育コースとクラスは違ったが、お互い多忙で出席日数が足りなかったため受けた補習授業で初めて顔を合わせることとなる。当時は事情により深い交際にはならなかったが、十数年後共通のレストランを介して再会し、意気投合したことで結婚に至った。
- 仲の良い芸能人は、堀越高校時代からの友人である井森美幸、森口博子。更に岡田有希子は親友であった。岡田の急逝後、30年経っても名古屋ツアーの度に菩提寺へ墓参している[25]。

## ディスコグラフィ
- 全てのシングル・アルバムはビクターからリリース。

### シングル
| 1980年代 | 1980年代       | 1980年代                           | 1980年代 | 1980年代          | 1980年代                      |
| 枚       | 発売日         | タイトル                           | 最高順位 | 規格品番          | 初出アルバム                  |
| -------- | -------------- | ---------------------------------- | -------- | ----------------- | ----------------------------- |
| 1        | 1984年4月3日   | 未来航海-Sailing-                  | 32       | SV-7378           | ティーンズ・ロマンス          |
| 2        | 1984年7月21日  | さよならから始まる物語             | 29       | SV-7406           | ティーンズ・ロマンス          |
| 3        | 1984年11月5日  | ディセンバー・メモリー             | 39       | SV-7444           | 荻野目洋子 ザ・ベスト         |
| 4        | 1985年2月21日  | 無国籍ロマンス                     | 35       | SV-7474           | フリージアの雨                |
| 5        | 1985年5月21日  | 恋してカリビアン                   | 24       | SV-9020           | 貝殻テラス                    |
| 6        | 1985年8月5日   | 心のままに 〜I'm just a lady〜     | 16       | SV-9043           | 貝殻テラス                    |
| 7        | 1985年11月21日 | ダンシング・ヒーロー (Eat You Up)  | 5        | SV-9069           | 荻野目洋子 ザ・ベスト         |
| 8        | 1986年3月26日  | フラミンゴ in パラダイス           | 7        | SV-9105           | ラズベリーの風                |
| 9        | 1986年6月10日  | Dance Beatは夜明けまで             | 4        | SV-9135           | ハートビート・エクスプレス    |
| 10       | 1986年10月29日 | 六本木純情派                       | 3        | SV-9169           | NON-STOPPER                   |
| 11       | 1987年3月3日   | 湾岸太陽族                         | 3        | SV-9216           | 246コネクション               |
| 12       | 1987年6月21日  | さよならの果実たち                 | 1        | SV-9246           | 246コネクション               |
| 13       | 1987年10月27日 | 北風のキャロル                     | 2        | SV-9279           | POP GROOVER The Best          |
| 14       | 1988年1月21日  | ストレンジャーtonight              | 1        | SV-9311 VDRS-1003 | CD-RIDER                      |
| 15       | 1988年4月27日  | スターダスト・ドリーム             | 1        | SV-9337 VDRS-1019 | CD-RIDER                      |
| 16       | 1988年7月21日  | DEAR 〜コバルトの彼方へ〜          | 2        | SV-9362 VDRS-1071 | CD-RIDER                      |
| 17       | 1989年1月18日  | ヴァージ・オブ・ラブ               | 5        | SV-9400 VDRS-1115 | VERGE OF LOVE                 |
| 18       | 1989年6月7日   | 湘南ハートブレイク                 | 7        | SV-9436 VDRS-1155 | '91 OGINOME COLLECTION        |
| 19       | 1989年9月27日  | ユア・マイ・ライフ                 | 10       | SV-9446 VDRS-1183 | FAIR TENSION                  |
| 1990年代 |                |                                    |          |                   |                               |
| 20       | 1990年6月27日  | ギャラリー                         | 15       | VIDL-10008        | KNOCK ON MY DOOR              |
| 21       | 1990年12月5日  | 少年の瞳に…                        | 24       | VIDL-10085        | NEW TAKE BEST COLLECTIONS '92 |
| 22       | 1991年6月5日   | 美女と野獣                         | 20       | VIDL-10126        | TRUST Me                      |
| 23       | 1991年12月16日 | ねえ                               | 14       | VIDL-10200        | 流行歌手                      |
| 24       | 1992年3月27日  | STEAL YOUR LOVE                    | 15       | VIDL-10230        | 流行歌手                      |
| 25       | 1992年5月8日   | コーヒー・ルンバ                   | 35       | VIDL-10223        | 流行歌手                      |
| 26       | 1992年7月1日   | ロマンティックに愛して             | 28       | VIDL-10237        | 流行歌手                      |
| 27       | 1993年5月21日  | 夢みるPLANET                       | 33       | VIDL-10355        | DE-LUXE                       |
| 28       | 1993年6月23日  | TOKYO GIRL 〜club mix version〜    | 66       | VIDL-10345        | DE-LUXE [+10]                 |
| 29       | 1993年8月21日  | ロマンセ                           | 47       | VIDL-10369        | History                       |
| 30       | 1993年11月21日 | PASSAGES OF TIME (HOT NEW VERSION) | -        | VIDL-10469        | VERGE OF LOVE [+2]            |
| 31       | 1993年12月1日  | Mystery In Love                    | -        | VIDL-10473        | History                       |
| 32       | 1994年2月9日   | 今日から始めよう                   | 50       | VIDL-10499        | DE-LUXE [+10]                 |
| 33       | 1994年11月23日 | 恋のハレルヤ                       | 76       | VIDL-10587        | History                       |
| 34       | 1995年6月21日  | 幸福への時間                       | 86       | VIDL-10668        | SUPER GROOVER THE BOX         |
| 35       | 1995年8月23日  | 明日は晴れる!                      | 29       | VIDL-10688        | SUPER GROOVER THE BOX         |
| 36       | 1997年3月21日  | LOOK UP TO THE SKY                 | -        | VIDL-10857        | Chains                        |
| 37       | 1997年8月21日  | Make It On My Own                  | -        | VICL-35006        | Chains                        |
| 38       | 1997年11月21日 | from my Garden                     | -        | VIDL-30084        | Chains                        |
| 39       | 1999年6月23日  | WE'LL BE TOGETHER                  | 83       | VIDL-30386        | 荻野目洋子 Best Selection     |
| 40       | 1999年11月20日 | Feeling                            | -        | VIDL-30468        | SUPER GROOVER THE BOX         |
| 2000年代 |                |                                    |          |                   |                               |
| 41       | 2001年10月24日 | LOVE                               | -        | VICL-35316        | 荻野目洋子 Best Selection     |

### 配信限定シングル
|     | 配信日       | タイトル     | 備考 |
| --- | ------------ | ------------ | ---- |
| 1st | 2020年8月5日 | 虫のつぶやき |      |
| 2nd | 2024年4月3日 | Let’s Shake  |      |

### 企画シングル
| # | 発売日          | タイトル                              | 最高順位 | 規格品番   |
| - | --------------- | ------------------------------------- | -------- | ---------- |
| 1 | 2017年 12月20日 | ダンシング・ヒーロー ジ・アーカイブス | 15位     | VICL-37348 |

### アルバム

#### オリジナル・アルバム
|      | 発売日         | タイトル                                                  | オリコン最高位 |
| ---- | -------------- | --------------------------------------------------------- | -------------- |
| 1st  | 1984年9月5日   | ティーンズ・ロマンス                                      | 24位           |
| 2nd  | 1985年3月5日   | フリージアの雨                                            | 26位           |
| 3rd  | 1985年9月5日   | 貝殻テラス                                                | 27位           |
| 4th  | 1986年4月21日  | ラズベリーの風                                            | 4位            |
| 5th  | 1986年8月5日   | ハートビート・エクスプレス 〜早春物語メモリアルアルバム〜 | 10位           |
| 6th  | 1986年12月16日 | NON-STOPPER 荻野目洋子“The BEAT”Special                   | 1位            |
| 7th  | 1987年7月16日  | 246コネクション                                           | 2位            |
| 8th  | 1988年8月24日  | CD-RIDER                                                  | 1位            |
| 9th  | 1988年12月17日 | VERGE OF LOVE                                             | 5位            |
| 10th | 1989年2月21日  | ヴァージ・オブ・ラヴ                                      | 11位           |
| 11th | 1989年11月21日 | FAIR TENSION                                              | 12位           |
| 12th | 1990年8月21日  | KNOCK ON MY DOOR                                          | 5位            |
| 13th | 1991年7月3日   | TRUST Me                                                  | 25位           |
| 14th | 1992年6月3日   | 流行歌手                                                  | 3位            |
| 15th | 1992年11月21日 | NUDIST                                                    | 27位           |
| 16th | 1994年12月16日 | SCANDAL                                                   | 97位           |
| 17th | 1997年12月17日 | Chains                                                    | 圏外           |
| 18th | 2023年4月8日   | Bug in a Dress                                            |                |

#### カバー・アルバム
|     | 発売日         | タイトル               | オリコン最高位 |
| --- | -------------- | ---------------------- | -------------- |
| 1st | 2006年2月22日  | VOICE NOVA             | 282位          |
| 2nd | 2009年11月25日 | Songs & Voice          | 圏外           |
| 3rd | 2014年8月20日  | ディア・ポップシンガー | 38位           |

#### ベスト・アルバム
|      | 発売日         | タイトル                      | オリコン最高位 |
| ---- | -------------- | ----------------------------- | -------------- |
| 1st  | 1985年12月25日 | 荻野目洋子 ザ・ベスト         | 15位           |
| 2nd  | 1987年12月16日 | CD FILE VOL.1                 | 圏外           |
| 3rd  | 1987年12月16日 | CD FILE VOL.2                 | 圏外           |
| 4th  | 1987年12月19日 | POP GROOVER The Best          | 3位            |
| 5th  | 1989年3月21日  | CD FILE VOL.3                 | 圏外           |
| 6th  | 1990年12月16日 | '91 OGINOME COLLECTION        | 29位           |
| 7th  | 1991年12月21日 | NEW TAKE BEST COLLECTIONS '92 | 48位           |
| 8th  | 1995年6月28日  | History                       | 圏外           |
| 9th  | 2005年3月24日  | 荻野目洋子 Best Selection     | 圏外           |
| 10th | 2009年9月16日  | 荻野目洋子 ゴールデン☆ベスト  | 117位          |

#### リミックス・アルバム
|     | 発売日         | タイトル                   | オリコン最高位 |
| --- | -------------- | -------------------------- | -------------- |
| 1st | 1992年12月16日 | best hits non stop clubmix | 51位           |

#### 企画アルバム
|     | 発売日        | タイトル | オリコン最高位 |
| --- | ------------- | -------- | -------------- |
| 1st | 1993年7月21日 | DE-LUXE  | 35位           |

#### CD-BOX
|     | 発売日         | タイトル                                   | オリコン最高位 |
| --- | -------------- | ------------------------------------------ | -------------- |
| 1st | 2009年12月23日 | SUPER GROOVER THE BOX-THE PERFECT SINGLES  | 178位          |
| 2nd | 2010年3月24日  | オリジナル・アルバム・コレクション The BOX | 圏外           |

### 参加作品
| 発売日         | 作品                                                     | 参加曲                                        | 概要                                                           |
| -------------- | -------------------------------------------------------- | --------------------------------------------- | -------------------------------------------------------------- |
| 1985年12月16日 | バリバリ伝説                                             | 「I Love Youを言えないままに」                | OVA『バリバリ伝説 PART I 筑波編』テーマソング                  |
| 1985年12月16日 | バリバリ伝説                                             | 「Skywayを見つめて」                          | OVA『バリバリ伝説 PART I 筑波編』テーマソング                  |
| 1989年12月21日 | 東映映画『公園通りの猫たち』オリジナル・サウンドトラック | 「汚れた靴のイニシャル」                      | 映画『公園通りの猫たち』主題歌                                 |
| 1989年12月21日 | 東映映画『公園通りの猫たち』オリジナル・サウンドトラック | 「メインテーマ」                              | 映画『公園通りの猫たち』主題歌                                 |
| 1989年12月21日 | 東映映画『公園通りの猫たち』オリジナル・サウンドトラック | 「想い出には早すぎる」                        | 映画『公園通りの猫たち』挿入歌                                 |
| 1990年9月21日  | シティーハンター オリジナルスペシャル・サウンドトラック  | 「ROCK MY LOVE」                              | 映画『シティーハンター ベイ・シティー・ウォーズ』主題歌        |
| 1990年9月21日  | シティーハンター オリジナルスペシャル・サウンドトラック  | 「MORE MORE しあわせ」                        | 映画『シティーハンター 百万ドルの陰謀』主題歌                  |
| 1991年5月21日  | 歓喜の歌                                                 | 「歓喜の歌」                                  | 頭脳警察の8枚目のオリジナルアルバム。 コーラスで参加している。 |
| 2005年10月19日 | COVER LOVER vol.2 〜BOSSA de DISCO〜                     | 「メリー・ジェーン」                          |                                                                |
| 2006年3月8日   | COVER LOVER vol.3 〜BOSSA de No.1〜                      | 「Livin' on a Prayer」                        |                                                                |
| 2010年9月29日  | 男と女3                                                  | 「異邦人 (duet with 荻野目洋子)」             | 稲垣潤一のカバーアルバム。 デュエットで参加している。          |
| 2012年6月13日  | ある恋の物語 My Standard Collection                      | 「恋はリズムにのせて (duet with 荻野目洋子)」 | 稲垣潤一のカバーアルバム。 デュエットで参加している。          |

### 映像作品
1. THE STEP 荻野目洋子1st（1985年3月5日、2008年11月19日DVD化）
2. MOVING NOW（1985年12月16日、2008年11月19日DVD化）
3. DANCING COLORS（1987年1月1日、2008年11月19日DVD化）
4. SINGIN’DRIVE（1988年5月21日、2008年11月19日DVD化）
5. VERGE OF LOVE 武道館ライヴ Vol.1（1989年3月21日、2008年11月19日DVD化）
6. VERGE OF LOVE 武道館ライヴ Vol.2（1989年3月21日、2008年11月19日DVD化）
7. NEW FASHIONED LOVE SONGS（1992年8月5日、2008年11月19日DVD化）
8. Pop Liberation Force（1993年3月24日、2008年11月19日DVD化）
9. 30th Anniversary LIVE "Dear Pop Singer"（2015年3月25日 / Blu-ray+DVD）

### タイアップ曲
| 楽曲                                       | タイアップ                                                      |
| ------------------------------------------ | --------------------------------------------------------------- |
| ディセンバー・メモリー                     | 花王『ビオレU』CFイメージソング                                 |
| 恋してカリビアン                           | 花王『ビオレU』CFイメージソング                                 |
| 愛のタイムカプセル                         | NHK大阪放送局開局60周年イメージソング                           |
| 心のままに〜I'm just a lady〜              | TBS系愛の劇場『わが子よV』主題歌                                |
| スイート・ヴァケーション（SWEET VACATION） | 郵政省“暑中お見舞い”キャンペーンソング                          |
| スロープに天気雨                           | 講談社オリジナル・アニメーションビデオ『バリバリ伝説』主題歌    |
| 涙はスピード揺らすから                     | 講談社オリジナル・アニメーションビデオ『バリバリ伝説』挿入歌    |
| ビーチ・ボーイズを止めないで               | 花王『ビオレU』CFイメージソング                                 |
| Dance Beatは夜明けまで                     | TBS系ドラマ『早春物語〜私、大人になります〜』主題歌             |
| ベルベットの悪戯                           | TBS系ドラマ『早春物語〜私、大人になります〜』挿入歌             |
| ロマンティック・オデッセイ                 | ファミリーコンピュータ用ゲームソフト『銀河伝承』主題歌          |
| NON STOP DANCER                            | OVA『バリバリ伝説 PART II 鈴鹿編』テーマソング                  |
| 粉雪のリゾート                             | 森永『ハイクラウン・チョコレート』CFイメージソング              |
| 少年の最後の夏                             | 劇場版『バリバリ伝説』エンディングテーマ                        |
| 北風のキャロル                             | TBS系ドラマ『赤ちゃんに乾杯!』主題歌                            |
| ストレンジャーtonight                      | テレビ朝日系ドラマ『マドンナ先生はロックンローラー!』主題歌     |
| ジャングル・ダンス                         | NHK『みんなのうた』使用曲（1988年2月 - 3月）                    |
| DEAR〜コバルトの彼方へ〜                   | 松竹映画『マリリンに逢いたい』主題歌                            |
| ヴァージ・オブ・ラヴ                       | フジテレビ系ドラマ『こまらせないで!』主題歌                     |
| スゥーピン・イン                           | フジテレビ系ドラマ『こまらせないで!』挿入歌                     |
| THIS COULD BE THE NIGHT                    | 共同石油『シエットGP-1』CMソング                                |
| 湘南ハートブレイク                         | 共同石油『シエットGP-1』CMソング                                |
| 千年浪漫                                   | TBS『オールスター感謝祭』挿入曲                                 |
| ユア・マイ・ライフ (YOU'RE MY LIFE)        | TBS系ドラマ『デザイナー物語〜夢追いかけてパリへ〜』主題歌       |
| 少年の瞳に…                                | フジテレビ系『なるほど!ザ・ワールド』エンディングテーマ         |
| ねえ                                       | Victoria CMソング                                               |
| STEAL YOUR LOVE                            | 銀座ジュエリーマキ『カメリアダイアモンド』CFイメージソング      |
| コーヒー・ルンバ                           | ダイドー『ブレンドコーヒー』CFイメージソング                    |
| ロマンティックに愛して                     | YTV『ドラマシティー』エンディングテーマ                         |
| 生命の詩（うた）                           | 第1回ジャパンエキスポ富山'92テーマソング                        |
| ラストダンスは私に                         | TBS系ドラマ『デザイナー物語〜夢追いかけてパリへ〜』主題歌       |
| 夢みるPLANET                               | フジテレビ系『ウゴウゴ・ルーガ』エンディングテーマ              |
| TOKYO GIRL 〜club mix version〜            | NHKドラマ新銀河『トーキョー国盗り物語』挿入歌のclub mix version |
| ロマンセ                                   | 日産ローレル CFイメージソング                                   |
| Mystery In Love                            | シーガイア“オーシャンドーム”イメージソング                      |
| 今日から始めよう                           | ブルボン「バレンタイン&ホワイトデー」CMソング                   |
| 恋のハレルヤ                               | ノエビア“コスメティックルネッサンス”CFイメージソング            |
| 幸福への時間                               | NHKドラマ新銀河『名古屋お金物語』テーマ曲                       |
| IF YOU LOVE ME NOW 〜愛しさにさらわれて〜  | フジテレビ系ドラマ『湘南リバプール学院』オープニングテーマ      |
| 明日は晴れる!                              | フジテレビ系『HEY!HEY!HEY! MUSIC CHAMP』エンディングテーマ      |
| WE'LL BE TOGETHER                          | 日本テレビ系『知ってるつもり?!』主題歌                          |
| 太陽の季節                                 | 郵政省『翌朝10時郵便』CMソング                                  |
| LOVE                                       | TBS系愛の劇場『ラブ&ファイト』主題歌                            |
| 虫のつぶやき                               | NHKみんなのうた2020年8・9月放送                                 |

## 受賞歴
- 第3回メガロポリス歌謡祭 新人部門賞・優秀新人エメラルド賞
- 第10回あなたが選ぶ全日本歌謡音楽祭 銀賞
- 第15回日本歌謡大賞放送音楽新人賞候補賞
- 第11回FNS歌謡祭 優秀新人賞
- 第14回銀座音楽祭 銀賞
- 第17回新宿音楽祭 銀賞
- 第11回横浜音楽祭 新人賞
- 第12回KBC新人歌謡音楽祭 優秀新人賞
- 第17回日本歌謡大賞 放送音楽賞
- 第12回日本テレビ音楽祭 日本テレビアイドル賞
- 第12回あなたが選ぶ全日本歌謡音楽祭 金賞・最優秀アイドル賞
- 第19回日本有線大賞 有線音楽賞
- 第28回日本レコード大賞 金賞
- 第29回日本レコード大賞 金賞
- 第1回日本ゴールドディスク大賞 ベストアルバム賞（ヤングアイドル〈ソロ〉部門）
- 第15回FNS歌謡祭 優秀作品賞・最優秀ヒット賞
- 第14回FNS歌謡祭 優秀歌謡音楽賞・最優秀ヒット賞
- 第18回日本歌謡大賞 放送音楽賞・放送音楽プロデューサー連盟賞
- 第30回日本レコード大賞 金賞
- 第17回FNS歌謡祭 最優秀歌謡音楽賞
- 第8回メガロポリス歌謡祭 ポップス大賞
- 第15回日本テレビ音楽祭 優秀音楽賞
- 第15回あなたが選ぶ全日本歌謡音楽祭（最優秀タレント賞）
- 第20回日本歌謡大賞（放送音楽プロデューサー連盟賞受賞）
- 第18回FNS歌謡祭（優秀歌謡音楽賞）
- 第31回日本レコード大賞 金賞
- 第59回日本レコード大賞 特別賞（大阪府立登美丘高等学校ダンス部との共演）
- 第32回日本ゴールドディスク大賞 特別賞
- 第35回ベストジーニスト2018（協議会選出部門）

## 出演

### CM（本人出演）
- 森永製菓「みぞれバー」「さっチョコだち」「ハイクラウン」「チョコフレーク」「チョコモナカデラックス」「スプーナ」
- 花王「ビオレU」「リーゼ」
- 郵政省（現：日本郵政）
- 近畿日本鉄道
- シャープ（1984年 - 1985年）「ファクシミリ」「ワープロミニ書院」「ビデオS-VHS・デジタルハイファイビデオ」
- サークルK（現：ファミリーマート）
- シオノギ製薬「新・セデス錠」
- サンヨー食品「サッポロ一番 カップスター」
- 日本赤十字社 ※スチール
- 共同石油（現：ENEOS）「シエットGP-1」
- 信託銀行「ビッグ」
- MYCALGROUP（現：イオン）
- 日本高速通信（現：KDDI）
- 日産自動車「ブルーバード」[注釈 7]
- 富士フイルム「写ルンです」
- 資生堂「IN & ON」
- ファッションセンターしまむら
- 読売KODOMO新聞「母のポイント篇」、「フリートーク篇」

### ラジオ
- ポンポコ歌謡曲〜サタデー南京タマすだれ〜（TBSラジオ）[1]
- 荻野目洋子 純情フリーウェイ（ニッポン放送）
- 荻野目洋子 素敵にロマンス（ラジオ関西）[1]
- 気ままにセンセーション
- ミッドナイト インプレッション（TOKYO FM）
- NISSY My Life Music（TOKYO FM）
- TOKYO“F”NIGHT（TOKYO FM）
- マイ ライフ ミュージック （TOKYO FM）

### 映画
- 獄門島（1977年） - 幼少期の勝野 役。実姉荻野目慶子は少女時代を演じた。
- MOMOTARO FOREVER（1988年） - 瀬戸大橋博・岡山テーマ館で上映された短編ミュージカル映画
- 公園通りの猫たち（1989年） - 主演・カルー 役

### テレビドラマ
- 新・事件 断崖の眺め（1984年、NHK総合）
- 青い瞳の聖ライフ 第17話（1985年2月20日、フジテレビ） - 水原洋子 役
- 早春物語〜私、大人になります〜（1986年5月23日 - 7月18日、TBS） - 主演・沖野瞳 役
- 赤ちゃんに乾杯!（1987年10月10日 - 12月26日、TBS） - 主演・工藤詩織 役
- こまらせないで!（1989年1月11日 - 3月22日、フジテレビ） - 主演・二宮杏子 役
- 会いたくて（1989年7月15日 - 8月19日、日本テレビ） - 主演・戸田有紀 役
- 連続テレビ小説「凛凛と」（1990年4月2日 - 9月29日、NHK総合） - ヒロイン・畠山郁 役（ナレーション兼任）
- トーキョー国盗り物語（1993年4月5日 - 5月6日、NHK総合） - 長岡笙子 役
- 名古屋お金物語（1995年6月12日 - 7月13日、NHK総合） - 主演・森谷智子 役
- 湘南リバプール学院 第3話（1995年4月25日、フジテレビ） - ゲスト出演

### 単発テレビドラマ
- 花王名人劇場 第260回「現代夫婦事情2〜たそがれなんて怖くない!〜」（1984年9月24日、関西テレビ）
- 月曜ドラマランド（フジテレビ）
  - もーれつア太郎（1985年5月20日） - アッコ 役
  - 藤子不二雄の夢カメラ 第2話「しあわせの黒い鳥」（1986年3月3日） - 主演・杉田はる奈 役
  - 藤子不二雄の赤毛のアン子（1986年11月3日） - 主演・佐倉アン子 役
- 新・花の聖カトレア学園 第2回「荻野目お嬢様ご乱心 私幼妻になります！」（1985年10月23日、テレビ東京） - ゲスト出演
- 翔んでる警視II（1987年1月3日、TBS） - 特別出演
- ヤングスターバラエティー「サンセットドライブイン」（1987年8月16日、NHK） - 洋子 役
- マドンナ先生はロックンローラー!（1987年12月29日、テレビ朝日） - 主演・三浦月子 役
- 加トちゃんケンちゃん ファンタジーワールド「オズの魔法使い」（1989年1月3日、TBS） - ドロシー 役（声の出演）
- ドラマシティー'92「北海道へいらっしゃい」（1992年7月2日、日本テレビ） - 主演・榊原翔子 役
- デザイナー物語 -夢追いかけてパリへ-（1992年10月11日、TBS） - 主演・桃井夏子 役
- 柴門ふみセレクション「さっきまでパパがいた」（1992年11月2日、テレビ朝日） - 主演・江川あけみ 役
- 女の中の迷路（1993年3月2日、日本テレビ 火曜サスペンス劇場） - 主演・岩城美鶴 役
- ネット歌姫〜パート主婦が、歌ってみた〜（2019年1月26日、NHK BSプレミアム・NHK BS4K） - 主演・富岡もとか 役[27]
- 藤子・F・不二雄 SF短編ドラマ シーズン2「アン子 大いに怒る」（2024年4月21日、NHK BS） - アン子の母 役[28]

### ネットドラマ
- 借金カノジョ 純愛と返済の日々（2008年、VISION CAST）
- 借金カノジョ2 1000のラプソディ（2008年、VISION CAST）

### その他テレビ番組
- オールスター家族対抗歌合戦（1983年、フジテレビ）ソロ歌手デビュー前の洋子は大橋純子の「サファリナイト」、姉慶子と母は八代亜紀の「舟唄」を歌った
- YOU「怪獣熱中時代」（1983年11月19日、NHK教育）当時アシスタントだった姉・慶子の代理で出演
- 荻野目洋子 LIVE IN SPORTS FAIR（1986年5月8日、フジテレビ）
- とんねるずのみなさんのおかげです（フジテレビ）『貧乏家の人々』
- ヤングスタジオ101（1987年4月、7月、10月、1988年1月、NHK総合）  - MALTAと共に司会を務める
- スプーナ LIVE'87 荻野目洋子コンサート（テレビ朝日）
- ウゴウゴ・ルーガ（フジテレビ） - 声の出演：プラネットちゃん
- THE夜もヒッパレ（日本テレビ）スペシャルを含め計7回出演
- マジカル頭脳パワー!!（1996年 - 1997年、日本テレビ）
- 青春のポップス（NHK総合） - 準レギュラー
- ミュージックA（NHK BS2）
- となりの子育て（2010年11月 - 、NHK教育） - 不定期
- みんなのまち（2013年 - 2014年、BSジャパン） - 語り
- 誰だって波瀾爆笑（2014年4月、日本テレビ） - 堀越高等学校の同級生の森口博子と共演、夫がプロデュースするテニススクールや[29]、娘がダンシング・ヒーロー (Eat You Up) のものまねをする姿など、私生活を公開[30]
- 荻野目洋子 30th Anniversary LIVE「ディア・ポップシンガー」（2014年12月、TBSチャンネル） - 10月16日の赤坂BLITZでのライブを全曲ノーカット放送[31]
- めちゃ2イケてるッ!（2017年10月14日・25日、フジテレビ） - シークレットゲストとしてコラボ出演。
- あさイチ（2017年11月8日、NHK総合） -「特選!エンタ」のコーナーで「六本木純情派」と「ダンシング・ヒーロー (Eat You Up)」を生歌唱。その後もコメンテーターとして不定期に出演
- 情報プレゼンター とくダネ!（2018年1月4日、フジテレビ） - 生ライブコーナーで「ダンシング・ヒーロー (Eat You Up)」と「六本木純情派」を生歌唱。
- 思い出のメロディー（NHK総合・ラジオ第1）
  - 第44回（2012年8月18日）
  - 第47回（2015年8月8日）
  - 第50回（2018年8月18日）
- 第18回わが心の大阪メロディー（2018年12月11日、NHK総合）
- こころの歌人たちスペシャル〜歌よ未来へ〜（2019年12月1日、NHK BSプレミアム・NHK BS4K）
- 歌える!J-POP 黄金のヒットパレード決定版!（2020年5月30日、NHK BSプレミアム・NHK BS4K）
- コズミックフロント☆NEXT「旅する宇宙　メキシコ」（2020年6月25日、NHK BSプレミアム・NHK BS4K）
- 人生、歌がある（BS朝日） - 複数回出演
- 太川陽介のスナック歌謡界〜昭和スターが集う店〜（2022年7月、J:COMテレビ）
- ご当地サタデー♪特大号！〜地域の魅力いっぱい！夏休み満喫SP！（2022年8月6日、J:COMテレビ）
- 荻野目洋子の虫はともだち（2022年9月3日 - 、J:COMテレビ）
- NHKのど自慢（2023年4月 - 、NHK総合・ラジオ第1・FM） - 不定期ゲスト
- マツコの知らない世界 新春SP（2025年1月3日、TBS） - Adoと共演[32]
- さんま・玉緒のお年玉あんたの夢をかなえたろか 30周年SP（2025年1月5日、TBS）[33]

### NHK紅白歌合戦出場歴
| 年度   | 放送回 | 回 | 曲目                              | 出演順 | 対戦相手     | 備考               |
| ------ | ------ | -- | --------------------------------- | ------ | ------------ | ------------------ |
| 1986年 | 第37回 | 初 | ダンシング・ヒーロー (Eat You Up) | 01/20  | 少年隊       | 先攻トップバッター |
| 1987年 | 第38回 | 2  | 六本木純情派                      | 12/20  | 少年隊（2）  |                    |
| 1989年 | 第40回 | 3  | ユア・マイ・ライフ                | 05/20  | チェッカーズ |                    |
| 1990年 | 第41回 | 4  | ギャラリー                        | 03/29  | 少年隊（3）  |                    |
| 1992年 | 第43回 | 5  | コーヒー・ルンバ                  | 06/28  | 本木雅弘     |                    |

注意点
- 出演順は「出演順/出場者数」で表す。
- 対戦相手の歌手名のカッコ内の数字はその歌手との対戦回数を表す。

### 音楽特番
※いずれの番組も「ダンシング・ヒーロー (Eat You Up)」を披露
- FNS歌謡祭（フジテレビ）
  - 2013 FNS歌謡祭（2013年12月4日）- 三代目 J Soul Brothers、GENERATIONSと共演
  - 2017 FNS歌謡祭 第2夜（2017年12月13日）- フェアリーズと共演
- FNSうたの夏まつり（フジテレビ）
  - 2014 FNSうたの夏まつり（2014年8月13日）- 高橋みなみ（当時AKB48）、指原莉乃（当時HKT48）、SKE48と共演
- COUNT DOWN TV CDTVスペシャル! 年越しプレミアライブ (TBS)
  - CDTVスペシャル! 年越しプレミアライブ 2017→2018（2017年12月31日 - 2018年1月1日）
- THE MUSIC DAY（日本テレビ）
  - THE MUSIC DAY 音楽のちから（2014年7月12日）-「六本木純情派」も披露
- 日テレ系音楽の祭典 ベストアーティスト（日本テレビ）
  - 日テレ系音楽の祭典 ベストアーティスト2017（2017年11月28日）- ジャニーズWESTと共演
- ミュージックステーションスーパーライブ（テレビ朝日）
  - ミュージックステーション スーパーライブ2017（2017年12月22日）- 登美丘高校ダンス部と共演。「六本木純情派」も披露

### テレビアニメ
- みゆき（1983年3月31日 - 1984年4月20日、フジテレビ） - ヒロイン・若松みゆき 役（声優として）

### ビデオ
- 神様のい・う・と・お・り（明治生命オリジナルビデオ）

### 劇場アニメ
- バリバリ伝説（1987年、日本ヘラルド） - 伊藤歩惟 役[34]

### OVA
- バリバリ伝説「Part I 筑波篇」「Part II 鈴鹿篇」（1986年5月、12月、スタジオぴえろ） - 伊藤歩惟 役

## 書籍
- 『別冊近代映画 荻野目洋子特集号』（1984年6月24日、近代映画社） - 初の写真集
- 『夏色のクレヨンで・・・。』（1985年8月15日、旺文社） - フォトエッセイ集
- 『週刊少年サンデー特別編集 夢・航海』（1985年10月5日、小学館） - 写真集
- 『荻野目洋子写真集 ACROSS!THE PACIFIC OCEAN』（1987年4月15日、近代映画社、撮影：マイク岡田）
- 『ARENA37℃臨時増刊 YOKOMOTION』（1988年4月24日、音楽専科社） - アーティストブック
- 『太陽の海岸 Costa del sol』（1991年3月10日、近代映画社、撮影：三浦憲治）
- 『Fine day』（1993年12月20日、角川書店） - 『月刊カドカワ』連載のエッセイ

## その他連載
- 月刊誌『DELUXEマガジンORE』にて「TalkEssay」（1990年12月1日から全7回）
- 『月刊カドカワ』にてイラスト・散文詩「無垢の涙」連載（1992年6月5日から全19回）
- 月刊誌『ダ・ヴィンチ』にてイラスト&エッセイ「早すぎる自叙伝」（1994年4月6日から全12回）
- 『朝日新聞』夕刊コラム（1994年7月11日から全4回）
- 隔週誌『SPRiNG』フォトエッセイ「荻野目洋子のfrom my favorites商店街 東京リラックス」（1997年11月17日から全3回）
- 『週刊読売』にてリレー式フォト・エッセイ「どっこいショット」（1998年9月8日から全19回）

## 交友録
- 小泉今日子、中山美穂、長山洋子らとは所属事務所の系列が同じということもありお互いの写真集やドラマ、歌番組での共演などプライベートでもデビュー以来の交友がある。特に森口博子は高校時代から現在でも親友として交友がある。他には奥居香、森高千里など。
- 専属の振付師としてデビュー以来ずっと西条満、三浦亨ブレーンである。